# Tre ragazze cercano marito
Tre ragazze cercano marito è un film del 1944 diretto da Duilio Coletti.

## Trama
I proprietari di una pensione sognano per le loro tre figlie un marito benestante, ma le ragazze sono invece innamorate di tre ospiti che oltre al loro amore sincero non hanno molto da offrire.